# 埼京東和薬品
埼京東和薬品株式会社（さいきょうとうわやくひん、英: SAIKYO TOWA MEDICINE CORPORATION.）は、医療に特化した埼京グループの中核企業であり、ジェネリック医薬品の専門商社。

## 概要
主に埼玉県内の医療機関へ医薬品を卸している。2012年3月に子会社サイキョウ・ファーマを設立し、医薬品の製造販売事業へ参入している。

## 事業所
- 本社

埼玉県さいたま市大宮区桜木町4-56-1
- 埼京物流センター

埼玉県さいたま市北区吉野町2丁目272-2
- 川越営業所

埼玉県川越市大字山田933-1
- 熊谷営業所

埼玉県熊谷市本石1-114

## グループ会社
- エムウィンソフト株式会社
- 株式会社サイファー企画
- 株式会社サイキョウ・ファーマ